# Chengdu Wing Loong
Die Chengdu Wing Loong (chinesisch 翼龍 / 翼龙, Pinyin Yìlóng) ist ein unbemanntes Luftfahrzeug des chinesischen Herstellers AVIC, das sowohl als militärisch unbemanntes, bewaffnetes Luftfahrzeug (UCAV, englisch Unmanned Combat Aerial Vehicle) existiert als auch in der zivilen Ausführung als unbemanntes Luftfahrzeug (UAS, englisch Unmanned Aircraft System).

## Geschichte

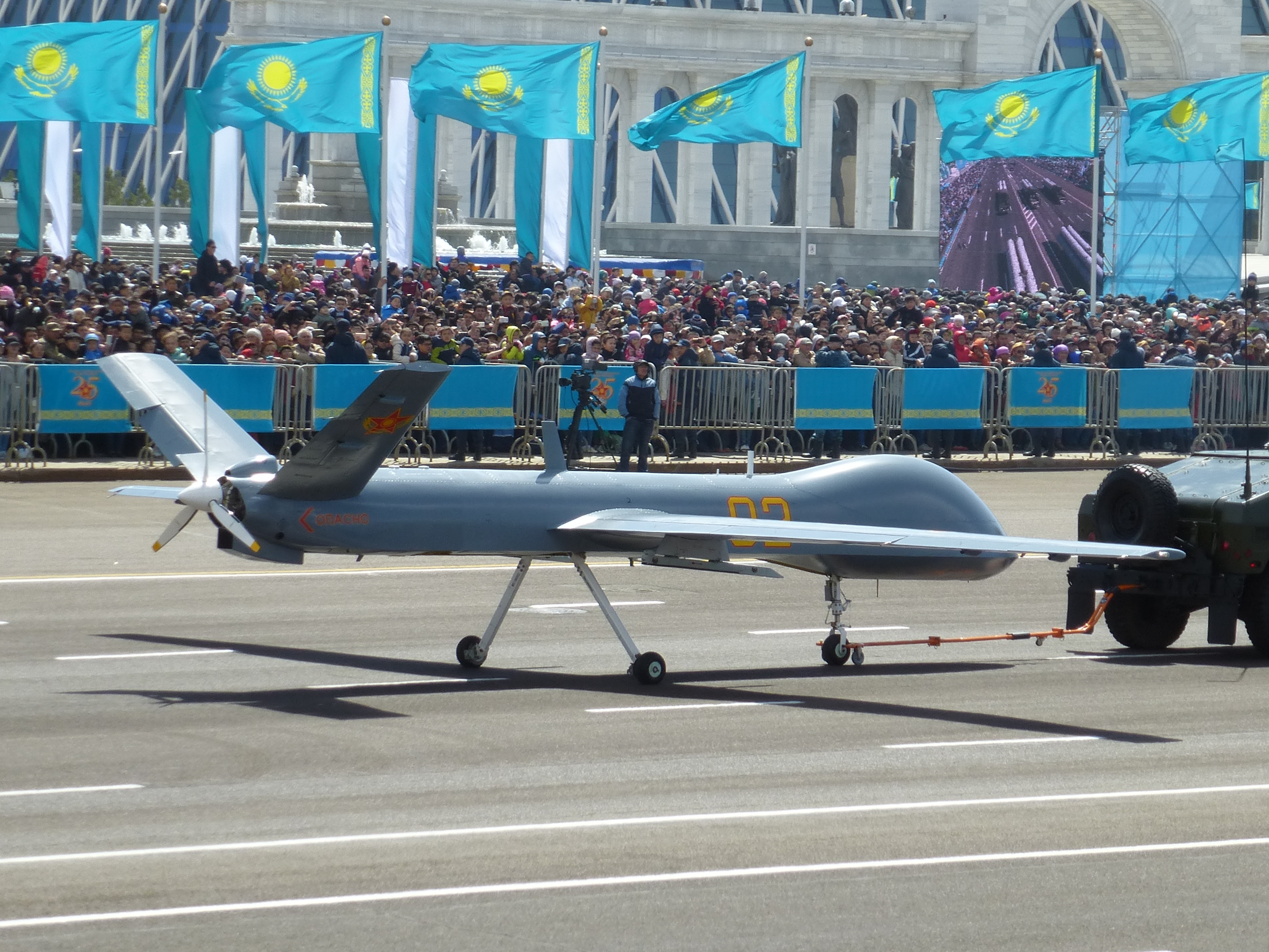
Eine Chengdu Wing Loong der Kasachischen Luftstreitkräfte, 2017.

Entwickelt wurde die Wing Loong bei der Chengdu Aircraft Industry Group. Der Erstflug fand 2008 statt. 2010 wurde sie bei der Zhuhai Airshow präsentiert. Laut Herstellerangaben soll der Verkaufspreis deutlich unter dem der vergleichbaren US-Drohne MQ-9 Reaper liegen. Während eine Wing-Loong-Drohne in der Anschaffung bei 1 Million Dollar liegt, kostet eine Reaper rund das Dreißigfache. Das Erscheinungsbild der Wing Loong ist dem der US-Version von General Atomics sehr ähnlich. Amerikanische Militärquellen sprechen teilweise von Technologie-Kopien der eingeführten General Atomics Drohnen aus den USA. Analysten sehen in dem niedrigen Kaufpreis auch einen Grund für den verstärkten Einsatz im Libyen-Krieg durch ausländische Kräfte. 
Die Drohnen sind in diversen arabischen Ländern des Nahen Ostens und des Maghreb verbreitet. Ihr Einsatz ab 2016 machte nach Einschätzungen von Experten einen signifikanten Unterschied bei der Schlagkraft der Bürgerkriegspartei von General Khalifa Haftar und seiner Libyan National Army (LNA). Die Drohnen werden von Piloten aus den VAE von der Al Khadim Airbase aus geflogen und haben einen Einsatzradius von 1500 km.

## Varianten

### Wing Loong I – Chengdu Pterodactyl
In der Nase der Drohne können Satellitenantennen untergebracht werden. Es handelt sich um die bekannteste und am weitesten verbreitete Version aus der Drohnenfamilie. Sie wird meist zur Aufklärung genutzt. Erste ausländische Abnehmer waren die VAE und Uzbekistan.

### Wing Loong I – Sky Saker
Die Version Sky Saker wurde für den Export konzipiert und ist mit einem Mini-Synthetic Aperture Radar und einer Elektro-optischen Einheit für die Aufklärung im sichtbaren Lichtbereich und im Radar-Spektrum ausgestattet. Statt mit Aufklärungsmitteln kann die Drohne auch mit Waffen bestückt werden.

## Technische Daten
| Kenngröße             | Daten    |
| --------------------- | -------- |
| Länge                 | 9,3 m    |
| Spannweite            | 14 m     |
| Höhe                  | 2,7 m    |
| max. Startmasse       | 1200 kg  |
| Höchstgeschwindigkeit | 280 km/h |
| Dienstgipfelhöhe      | 5300 m   |
| Reichweite            | 4000 km  |
| max. Flugdauer        | 20 h     |

## Nutzer
- Volksrepublik China
- Ägypten[6]
- Algerien[7]
- Kasachstan[8]
- Libyen (LNA) (möglicherweise Drohnen der VAE)[9]
- Pakistan 1)
- Saudi-Arabien[6]
- Serbien[10]
- Russland[4]
- Usbekistan[4]
- Vereinigte Arabische Emirate[6]

## Beschlagnahmt
- Italien 2024 - 2 Drohnen samt Kontrollstationen im Hafen von Gioia Tauro beschlagnahmt.[11]

## Anmerkung
- 1) 2018 wurde mitgeteilt, dass der Pakistan Aeronautical Complex und die Chengdu Aircraft Corporation zusammen 48 Wing Loong II für die Pakistan Air Force in Lizenz bauen.